# Art Deco (Album)
Art Deco ist ein Jazzalbum von Don Cherry. Die Aufnahmen entstanden am 27., 28. und 30. August 1988 im Rudy Van Gelder Studio, Englewood Cliffs und erschienen 1989 auf A&M Records. Art Deco war auch die erste Produktion der A&M Modern Masters Jazz Series, auf der bis 1990 u. a. Aufnahmen von Art Blakey & The Jazz Messengers, Gerry Mulligan, Sun Ra und Cecil Taylor erschienen.

## Hintergrund
Seit 1976 spielten die Mitglieder der frühen Bands von Ornette Coleman gelegentlich in dem Projekt Old and New Dreams zusammen. In den späten 1980er-Jahren waren die Mitglieder des ersten Ornette Coleman Quartetts – darunter Don Cherry, Charlie Haden und Billy Higgins – damit beschäftigt, sich an ihre frühen Jahre in Los Angeles zu erinnern. Hadens kalifornisches Quartet West Album (mit Higgins) wurde 1986, Colemans Projekt In All Languages (mit einer Reaktivierung des Quartetts) 1987 und Cherrys Art Deco mit Haden, Higgins und dem weniger bekannten Musiker James Clay im Jahre 1988 aufgenommen.
Der Produzent John Snyder hatte eine besondere Affinität zu Coleman und seinem Umfeld; er hatte einige ihrer wichtigsten Aufnahmesitzungen aus den 1970er-Jahren produziert, darunter Colemans Dancing in Your Head, Hadens The Golden Number und James Blood Ulmers Tales of Captain Black. Art Deco war Snyders erste Produktion für die neu geschaffene Reihe Modern Masters Jazz von A&M Records. Snyder zufolge spielte Cherry im Studio eine konventionelle Trompete, die ursprünglich Mike Lawrence gehörte und die Snyder von Lawrences Witwe Roberta geschenkt wurde.
Obwohl das Quartett vor der Aufnahmesitzung im Village Vanguard gespielt hatte, machte das Repertoire im Wesentlichen einen „zufälligen“ Eindruck. Zu den Titeln, bei denen die ganze Band mitwirkte, gehören „When Will the Blues Leave“, „Bemsha Swing“ und „The Blessing“, die alle einen langen Teil von Cherrys Karriere ausmachten – er spielte die beiden letztgenannten Titel bereits mit John Coltrane auf dem Atlantic-Album The Avantgarde (1960). Es gibt auch drei kurze unbegleitete Kadenzen von Cherry („Maffy“), Haden („Folk Medley“) und Higgins („Passing“) sowie zwei lange Tenorsaxophon-Trio-Balladen ohne Cherry mit „Body and Soul“ und „I’ve Grown Accustomed to Your Face“, einem Musical-Song von Alan Jay Lerner und Frederick Loewe. Die Originalkompositionen Don Cherrys, die auf dem Album erschienen, waren zu dieser Zeit noch wenig bekannt: Nach Ansicht von Ethan Iverson ist „Art Deco“ (das aber bereits 1985 auf Cherrys Barclay-Album Home Boy (Sister Out) in einer ersten Fassung veröffentlicht worden war) eine „freche“ Swingnummer, die sich Billie Holiday verschrieben hat, und „Compute“ ist eine „freie Uptempo-Exkursion“ in Anlehnung an Cherrys und Hadens reguläre Band Old and New Dreams.

## Titelliste

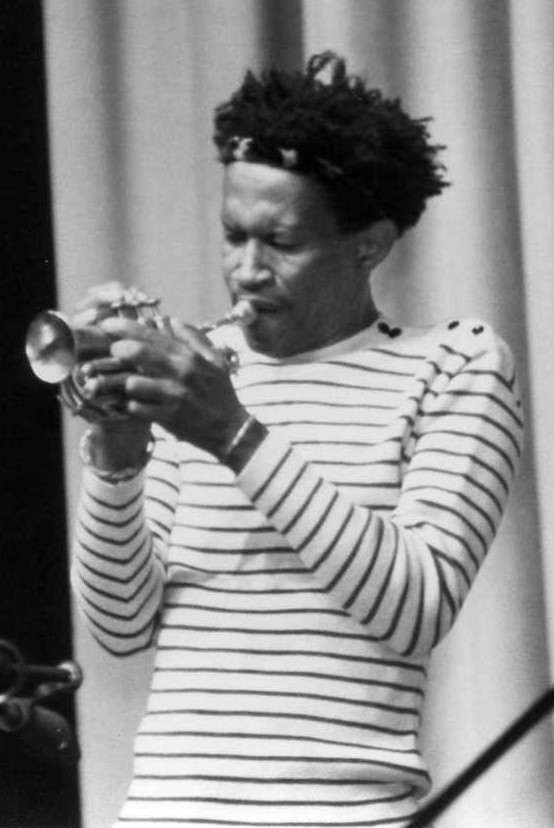
Don Cherry (Münster, 1987)

- Don Cherry: Art Deco (A&M Records – A&M Modern Masters Jazz Series 395 258-2)[3]

1. Art Deco (Don Cherry) 8:39
2. When Will the Blues Leave (Ornette Coleman) 7:08
3. Body and Soul (Johnny Green) 6:30
4. Bemsha Swing (Denzil Best, Thelonious Monk) 9:39
5. Maffy (Don Cherry) 0:39
6. Folk Medley (Charlie Haden) 2:42
7. The Blessing (Ornette Coleman) 5:32
8. Passing (Billy Higgins) 3:00
9. I’ve Grown Accustomed to Your Face (Alan Jay Lerner, Frederick Loewe) 6:50
10. Compute (Ornette Coleman) 5:05

## Rezeption
Ethan Iverson schrieb in JazzTimes, Art Deco sei „ein essentielles Album aus der Spätzeit des Trompeters“, das von einer dauerhaften musikalischen Partnerschaft zeuge. James Clays Spiel in „Compute“ erinnere stark an den Tenorsaxophonisten Dewey Redman, der ebenfalls im Kreis um Coleman arbeitete. Auf dem Rest des Albums sei Clay „ein herrlicher Hüter der Flamme“, der gefühlvolle Klangfülle und klassische Jazzphrasierung biete. Cherry selbst sei in guter Form. „In dessen Noten gab es nie ein Gewicht von Gedanken. Sie kommen aus seinem Horn, verbunden mit tieferen Dingen: der Erde, dem Wind, dem Kreislauf des Lebens.“ So gut die beiden Bläser auf Art Deco seien, könnte nach Ansicht des Autors die Rhythmusgruppe das eigentliche Highlight sein. „Von ihrem ersten Treffen in den späten 1950er-Jahren an würden Haden und Higgins für immer zusammen sein, ein Schlag mit Schwung und Tiefe, sowohl ultramodern als auch zurück in der Hütte. Jede Aufzeichnung, auf der sie sich befinden, ist per Definition wesentlich.“ Es sei schön, sie ein letztes Mal mit Don Cherry zu hören.

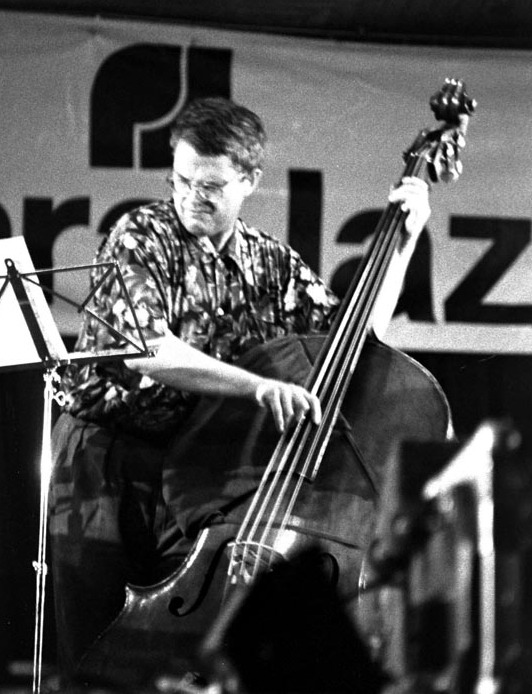
Charlie Haden bei einem Auftritt in Pescara 1990

Scott Yanow vergab an das Album in Allmusic vier (von 5) Sterne und wies darauf hin, dass, obwohl es außerhalb dieser CD nirgendwo erwähnt wird, es sich bei dieser Sitzung um ein Wiedersehen handele. Der Trompeter Don Cherry sei wieder mit dem Bassisten Charlie Haden und dem Schlagzeuger Billy Higgins vom frühen Ornette Coleman Quartet und vor allem mit dem Tenorsaxophonisten James Clay vereint. Clay, der in den fünfziger Jahren mit Cherry in Los Angeles gespielt und einige Aufnahmen nach Texas zurückgebracht hatte, war seit Jahrzehnten in Vergessenheit geraten. Glücklicherweise sei dessen Spiel ziemlich stark, womit sich die Aufnahmen als überraschend bop-orientierte Sessions herausstellen. Bestehend aus überragenden Standards, ein paar Originalkompositionen der Gruppenmitglieder und drei Ornette Coleman-Titel (einschließlich des Klassikers „The Blessing“) ist dieses Set leicht zugänglich und findet alle Musiker in Höchstform vor.
Ian Carr schrieb im Rough Guide Jazz, Clay passe gut in die Gruppe, allerdings sei Cherry nicht in Höchstform. Richard Cook und Brian Morton verliehen dem Album 1993 die höchste Bewertung von vier Sternen (in späteren Auflagen allerdings nur noch 3½ Sterne); ihrer Ansicht nach habe Cherry – mit seinem ersten Plattenvertrag bei einem Major Label versehen – ein relativ konventionelles Album aufgenommen. Als Trompeter sei er gegenüber einem geradeaus spielenden Saxophonisten der Texas-Tenor-Spielweise zu finden. Während die beiden Coleman-Stücke „The Blessing“ und „Compute“ zu einer etwas freier angelegten Spielhaltung einluden, sei die Version von Monks „Bemsha Swing“ eher indifferent. Clays Spiel sei großartig; gleichsam agiere er wie ein Coleman-Ahne auf dem Tenor. Cherry allerdings, der meist mit Dämpfer spielt, „scheint zu einer Kreuzung zwischen seinem alten, eher vorsichtigen Ich und Miles Davis in seiner mittleren Periode zurückgekehrt zu sein.“